# Phomopsis theicola
Phomopsis theicola är en svampart som beskrevs av Curzi 1927. Phomopsis theicola ingår i släktet Phomopsis och familjen Diaporthaceae.   Inga underarter finns listade i Catalogue of Life.